# Alphonse Vermote
Pour les articles homonymes, voir Vermote.
Alphonse Vermote (né le 11 juillet 1990 à Courtrai) est un coureur cycliste belge. Son frère Julien Vermote est également cycliste professionnel.

## Biographie
Fin 2015, il fait le choix d'arrêter sa carrière cycliste et de privilégier sa reconversion professionnelle.
En 2018, il ouvre un centre sportif et médical en Belgique, spécialisé dans l'étude posturale, la kinésithérapie, l'ostéopathie et les tests d’effort.

## Palmarès et classements mondiaux

### Palmarès
- 2007
  - 3e du championnat de Belgique du contre-la-montre juniors
- 2008
  -  Championnat de Belgique de poursuite par équipes juniors
  - 1re étape du Keizer der Juniores
  - 2e de la Coupe du Président de la Ville de Grudziadz
  - 2e du Circuito Cántabro Junior
  - 3e du Circuit des régions flamandes juniors
  - 3e du Keizer der Juniores
- 2010
  - 4e de Paris-Roubaix espoirs
- 2011
  - Champion de Flandre-Occidentale sur route espoirs
  - 3e du Mémorial Philippe Van Coningsloo
- 2012
  - 3e étape du Tour d'Eure-et-Loir (contre-la-montre par équipes)
- 2013
  - 2e de la Course des chats

### Classements mondiaux
| Année           | 2010 | 2011 | 2012 | 2013 |
| --------------- | ---- | ---- | ---- | ---- |
| UCI Europe Tour | 818e | 683e |      | 374e |